# Sam Merlotte
Sam Merlotte è un personaggio immaginario del Ciclo di Sookie Stackhouse, una serie di romanzi scritti da Charlaine Harris.
Egli è un mutaforma che viene introdotto nel primo romanzo della serie, Finché non cala il buio (Dead Until Dark), ed appare in tutti i romanzi successivi.
Nella serie televisiva della HBO True Blood, basata sui romanzi della Harris, Sam è interpretato dall'attore Sam Trammell.

## Biografia del personaggio
Sam vive nella cittadina di Bon Temps, in Louisiana, ed è il proprietario di un bar chiamato Merlotte's. Nei romanzi Sam viene descritto come un uomo prestante, con gli occhi azzurri e i capelli ricci di color biondo/rossiccio. Egli è il datore di lavoro, oltre che un caro amico, della cameriera telepate Sookie Stackhouse. Sam è un mutaforma che può trasformarsi in qualsiasi animale che vede, anche se la sua forma preferita è quella di un Smooth Collie. Nelle notti di luna piena, Sam, come tutti i mutaforma, sente il forte istinto di trasformarsi, mentre negli altri giorni si può controllare, trasformandosi a suo piacimento. Per potersi trasformare ha bisogno semplicemente di guardare l'animale che desidera diventare. Ogni mutaforma si trasforma prevalentemente nell'animale a cui si sente più affine, Sam predilige il cane, anche se nell'ottavo romanzo si è trasformato in leone. Nella serie televisiva si è trasformato anche in gufo, Mosca e Zebù.
Nella serie di romanzi, si scopre che la madre di Sam è una mutaforma. Lei e Sam hanno mantenuto segreta la loro vera natura al patrigno, al fratello e alla sorella, entrambi umani. Sam passò di città in città prima di decidere di stabilirsi a Bon Temps e prendere in gestione un bar. È una persona riservata, che non esterna facilmente i suoi sentimenti, non ha molti amici, in pochi conosco il suo passato.

### Relazioni
Sam ha sempre manifestato interesse per Sookie, che ha baciato in più di un'occasione, ma i due non hanno mai avuto una vera e propria relazione. Egli rimane il suo buon amico, diventando una figura protettiva Sookie e dimostrandosi geloso e preoccupato quando l'amica intreccia una relazione con il vampiro Bill Compton e successivamente con Eric Northman. Sam raccomanda spesso a Sookie di tenersi alla larga dai vampiri, nonostante le sue raccomandazioni, Sam viene più volte coinvolto nelle avventure soprannaturali di Sookie. Quando Sookie scopre inaspettatamente che Sam è un mutaforma, ne rimane ferita per avergli nascosto un tale segreto, perché lei è sempre stata aperta nei suoi confronti, ritenendo la fiducia un valore importante nell'amicizia.
Sam ha avuto un breve legame sessuale con la menade Callisto, che ha portato scompiglio a Bon Temps.

## Adattamento televisivo

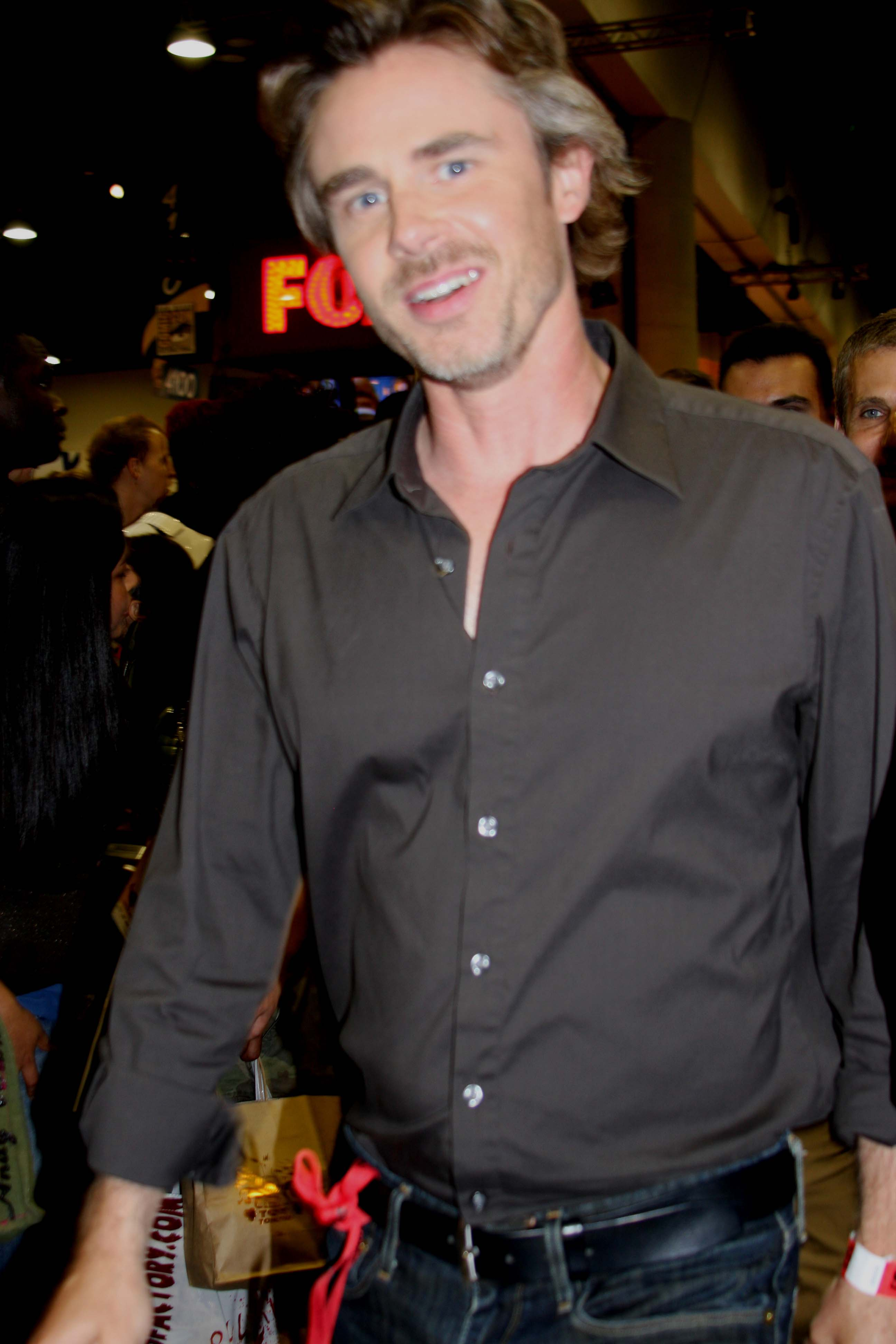
Sam Trammell interprete di Sam Merlotte.

Nella serie televisiva della HBO True Blood, basata sui romanzi della Harris, Sam è interpretato dall'attore Sam Trammell.

### Prima stagione
Sam è originario di Wright in Texas, dove è cresciuto con i genitori adottivi, i Merlotte. Verso i quattordici anni Sam inizia a trasformarsi, questo i genitori, estremamente spaventati, lo abbandonano. Una volta adulto Sam si è trasferito a Bon Temps, dove ha aperto un locale chiamato Merlotte's, tenendo nascosta la sua natura soprannaturale.
Nella prima stagione, Sam ha una breve relazione sessuale con Tara Thornton, nonostante provi dei sentimenti per Sookie. Sam si trasforma spesso in collie per controllare e proteggere Sookie, specialmente dopo che lei inizia una relazione con il vampiro Bill Compton.

### Seconda stagione
Nella seconda stagione, si scopre che ha avuto un incontro sessuale con la menade Maryann, quando era ancora un adolescente. Maryann arriva a Bon Temps cercando l'ormai adulto Sam, convinta che egli è la vittima sacrificale che ha bisogno per poter incontra il suo Dio. Sam intreccia una relazione con la nuova cameriera del Merlotte's, Daphne, che scopre essere anche lei una mutaforma. In seguito scopre che Daphne si è servita di lui, attirandolo in una trappola per conto di Maryann. Alla fine della stagione, Sam, con l'aiuto di Bill, inventa un piano per ingannare Maryann ed approfittare del momento in cui è vulnerabile, per ucciderla.

### Terza stagione
All'inizio della terza stagione, Sam si reca in Arkansas per trovare la sua famiglia biologica, i Mickens. Egli scopre che la madre biologica e il fratello minore Tommy sono anche loro dei mutaforma, e che il padre biologico nasconde un segreto.